# Castles (jeu vidéo)
Pour les articles homonymes, voir Castles (homonymie).
Castles est un jeu vidéo de stratégie en temps réel développé par Quicksilver Software et publié sur MS-DOS par Interplay en 1991. Dans celui-ci, le joueur doit construire une série de châteaux au pays de Galles et dans les marches galloises au XIIIe siècle. Le jeu combine des éléments de jeu de gestion et de jeu d'aventure textuel avec un système de combat simple,,. Le joueur y construit un château en y ajoutant peu à peu des fortifications, des tours, des portes ou d'autres éléments dont il peut définir certains paramètres, comme l'épaisseur des murs. Il peut également définir le nombre d'ouvriers devant travailler sur le chantier. Lorsque l'ennemi attaque la fortification, le joueur ne contrôle pas directement ses troupes et doit simplement déployer ses unités de fantassins et d'archers, puis observer le déroulement de la bataille.
Le jeu a été porté sur Atari ST et sur Amiga par Silicon & Synapse en 1992. Il a bénéficié d'une extension, baptisée Castles: The Northern Campaign et publiée en 1991,. Il a également bénéficié d'une suite intitulée Castles II: Siege and Conquest et publiée en 1992.

## Accueil
| Castles         |      |       |
| Média           | Pays | Notes |
| Dragon Magazine | US   | 4/5   |
| Gen4            | FR   | 71 %  |
| Joystick        | FR   | 92 %  |
| Tilt            | FR   | 14/20 |